# Teste RAST
Teste RAST (de radioallergosorbent) é um exame de sangue que detecta anticorpos IgE específicos no sangue, possibilitanto a identificação correta dos provavéis alérgenos provocantes de manifestação alérgica. Ele determina quais substâncias que uma pessoa tem possibilidade de ser alérgica.